# فهرست شخصیت‌های اسطوره‌ای یونانی

## نامیراها

### ایزد المپ‌نشین
- زئوس (پادشاه خدایان، خدای آسمان‌ها، فرمانروای المپوس)
- پوزئیدون (خدای دریا)
- آپولو (خدای موسیقی و هنر و خورشید)
- آتنا (ایزدبانوی خرد دانایی)
- آرتمیس (ایزدبانوی شکار و ماه)
- آرس (خدای جنگ)
- آفرودیته (ایزدبانوی عشق و زیبایی)
- https://fa.wikipedia.org/wiki/%DA%AF%D8%A7%DB%8C%D8%A7
- دیمیتیر (ایزدبانوی کشاورزی)
- پرسفون( ایزد بانوی باروری و حاصلخیزی)
- دیونیسوس (خدای شراب و می‌گساری)
- هرا (پشتیبان ازدواج و خانواده)
- هرمس (خدای سفر و دزدان و پیام‌رسان خدایان المپ)
- هفائستوس (خدای آهنگری و آتش)
- هادس (خدای مردگان و دنیای زیرین)

### خدایان نخستین
- اورانوس، ایزد آسمان، پدر کرونوس و دیگر تیتان‌ها
- گایا، ایزدبانوی زمین، مادر کرونوس و دیگر تیتان‌ها و گیگانتها

### خدایان دیگر
- پان، ایزد حامی چوپان‌ها و گله‌ها
- پارمین (یزدبانوی موزها
- هراکلس (قدرت شگفت‌انگیز)

### تیتان‌ها
- اطلس، تیتان حامل زمین
- اقیانوس، تیتان رود محاط بر زمین
- پرومتیوس، تیتان حامی انسان
- تمیس، تیتان تأمل، مادر موز نه‌گانه (ایزدبانوان هنر و مصاحبان آپولون)
- کرونوس، تیتان فرمانروای خدایان پس از اورانوس و پیش از زئوس
- متیس، تیتان خرد، مادر آتنا

## میراها
- آشیل
- آژاکس
- آتیس
- اینو
- گلائوکوس
- مینوس
- سمله